# 27562 Josephmarcus
27562 Josephmarcus è un asteroide della fascia principale. Scoperto nel 2000, presenta un'orbita caratterizzata da un semiasse maggiore pari a 3,0777973 au e da un'eccentricità di 0,1038177, inclinata di 15,25972° rispetto all'eclittica.